# Soroptimist International
Soroptimist International (SI) er en frivillig international organisation for arbejdsaktive kvinder .
Organisationen blev grundlagt i 1921 i USA og arbejder for at bedre livsvilkår for kvinder og børn, både lokalt og over hele verden.
Organisationen er den største serviceorganisation for arbejdsaktive kvinder i verden og beskriver sig selv som en verdensomspændende stemme fra kvinde til kvinde ( A Global voice for Women).
SI har General Consultative Status som frivillig organisation i de Forenede Nationer (FN) og arbejder gennem ECOSOC for at fremme lighed, fred og internationalt samarbejde.
Hovedmålsætningen for organisationen er at bidrage til at forbedre betingelserne for kvinder og børn samt arbejde for meneskerettighederne.
Medlemmerne bidrager med egen indsats i lokale og internationale projekter.
Soroptimist International er, anno 2011, repræsenteret i 123 lande og har tilsammen 93.000 medlemmer i over 3.000 foreninger.